# 스페크트르-RG

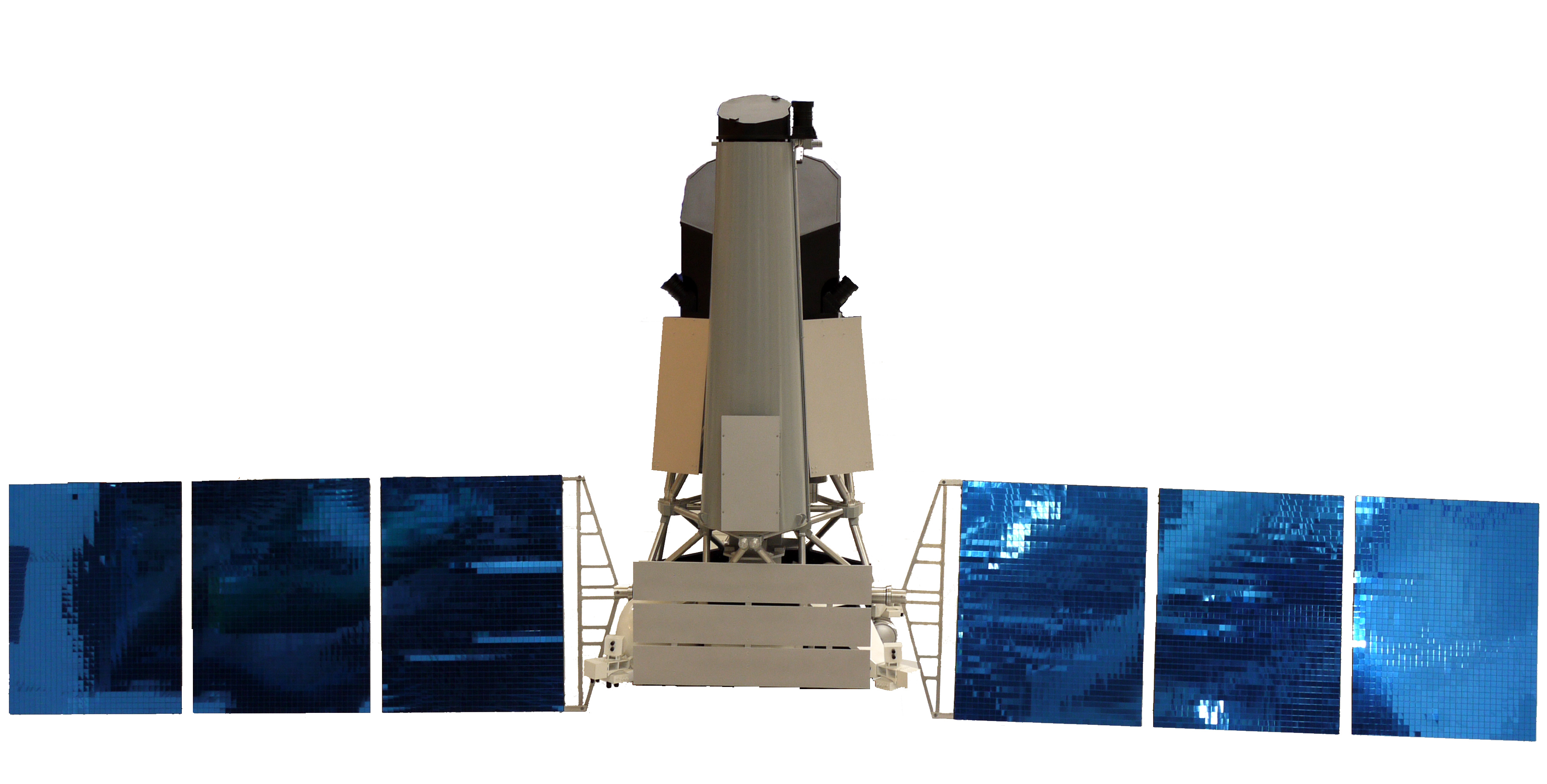

스페크트르-RG는 러시아의 우주 망원경이다.

## 역사
러시아와 독일이 합작해서 개발했다. 2019년 7월 13일 바이코누르 우주 기지에서 프로톤-M 로켓에 실려 발사했다. 무게 2.7톤이다. X선을 관측하는 우주 망원경이다.
러시아과학아카데미 우주과학연구소는 우주과학기술분야에서 러시아 최고학술기관이다. 러시아 모스크바에 위치한 러시아과학아카데미 우주과학연구소는 정부 기능도 가지는 러시아 우주과학 연구의 핵심 기관이다. 현재 우주과학연구소에는 1300여명의 직원이 상주하고 있다.
우주과학연구소는 독일 막스플랑크 외계행성물리학연구소와 공동으로 전자기 스펙트럼의 X선 우주망원경(Spektr-RG)을 제작했다. 지구로부터 150만 km 떨어진 ‘L2 포인트’ 또는 ‘라그랑주 점’에 띄워질 Spektr-RG를 통해 우주의 모든 천체에 대한 지도를 제작한다는 게 목표다.

## L2 라그랑주 포인트
스페크트르-RG은 3개월 뒤에 L2 라그랑주 점에 위치할 것이다.
지구는 태양에서 1 천문단위인 1억 5천만 km 떨어져 있다. 지구에서 태양의 반대편으로 150만 km 떨어진 곳에 L2 라그랑주 점이 있다.
태양-지구 L2 지점은 우주망원경의 좋은 위치이다. L2 지점의 물체는 항상 태양과 지구에 대해 동일한 방위를 유지하기 때문에, 차폐 및 보정이 훨씬 단순해진다. 윌킨슨 극초단파 비등방 탐색선은 이미 태양-지구 L2 지점에 위치해 있다. 앞으로 허셜 우주망원경 및 현재 제안된 제임스 웹 우주 망원경 역시 태양-지구 L2 지점에 위치할 것이다. 지구-달 L2 지점은 달의 반대편을 담당하는 통신 위성에 좋은 위치이다.

## 같이 보기
- ROSAT